# Velîkîi Okorsk, Lokaci
Velîkîi Okorsk (în ucraineană Великий Окорськ) este un sat în comuna Zaturți din raionul Lokaci, regiunea Volînia, Ucraina.

## Demografie
Componența lingvistică a localității Velîkîi Okorsk
     Ucraineană (100%)
Conform recensământului din 2001, toată populația localității Velîkîi Okorsk era vorbitoare de ucraineană (100%).